# Fred Zinnemann
Fred Zinnemann (n. 29 aprilie 1907, Rzeszów, Austro-Ungaria – d. 14 martie 1997, Londra, Anglia) a fost un regizor austriaco-american. A câștigat patru premii Oscar pentru regia unor filme ca La amiază (1952), De aici în eternitate (1953) sau Un om pentru eternitate (1966).

## Biografie
Zinnemann, fiu al unui medic evreu, s-a născut în Galiția (în prezent sud-estul Poloniei) și a copilărit la Viena.

## Filmografie
- 1938 That Mothers Might Live – scurtmetraj
- 1939 Help Wanted – scurtmetraj
- 1942 Delitto al microscopio (Kid Glove Killer)
- 1944 A șaptea cruce (The Seventh Cross)
- 1947 Fratele meu vorbește cu caii (My Brother Talks to Horses)
- 1948 Act de violență (Act of Violence)
- 1950 Bărbații (The Men)
- 1952 La amiază (High Noon)
- 1953 De aici în eternitate (From Here to Eternity)
- 1955 Oklahoma!
- 1957 Apă de ploaie (A Hatful of Rain)
- 1958 Bătrânul și marea (The Old Man and the Sea)
- 1959 Povestea unei călugărițe (The Nun's Story)
- 1960 Oamenii amurgului (The Sundowners)
- 1964 Ziua răzbunării (Behold a Pale Horse)
- 1966 Un om pentru eternitate (film din 1966) (A Man for All Seasons)
- 1973 Ziua șacalului (The Day of the Jackal)
- 1977 Julia
- 1982 Cinci zile într-o vară (Five Days One Summer)

## Legături externe
- Fred Zinnemann la Internet Movie Database
- Fred Zinnemann la Find a Grave
- Literatură despre Fred Zinnemann

1. 1 2  Fred Zinnemann, Munzinger Personen, accesat în 9 octombrie 2017
2. 1 2  Fred Zinnemann, Gran Enciclopèdia Catalana
3. 1 2  Autoritatea BnF, accesat în 10 octombrie 2015
4. 1 2  Fred Zinnemann, Filmportal.de, accesat în 9 octombrie 2017
5. 1 2  Fred Zinnemann, Brockhaus Enzyklopädie, accesat în 9 octombrie 2017
6. ↑   https://plus.nowiny24.pl/fred-zinnemann-slawny-rezyser-z-hollywood-urodzil-sie-w-rzeszowie/ar/11631461 Lipsește sau este vid: |title= (ajutor)
7. ↑  „Fred Zinnemann”, Gemeinsame Normdatei, accesat în 2 aprilie 2015
8. 1 2  CONOR.SI[*] Verificați valoarea |titlelink= (ajutor)
9. ↑  Autoritatea BnF, accesat în 10 octombrie 2015
10. ↑   https://www.oscars.org/oscars/ceremonies/1954 Lipsește sau este vid: |title= (ajutor)